# Saint-Usuge
Saint-Usuge is een gemeente in het Franse departement Saône-et-Loire (regio Bourgogne-Franche-Comté). De plaats maakt deel uit van het arrondissement Louhans. Saint-Usuge telde op 1 januari 2022 1.221 inwoners.

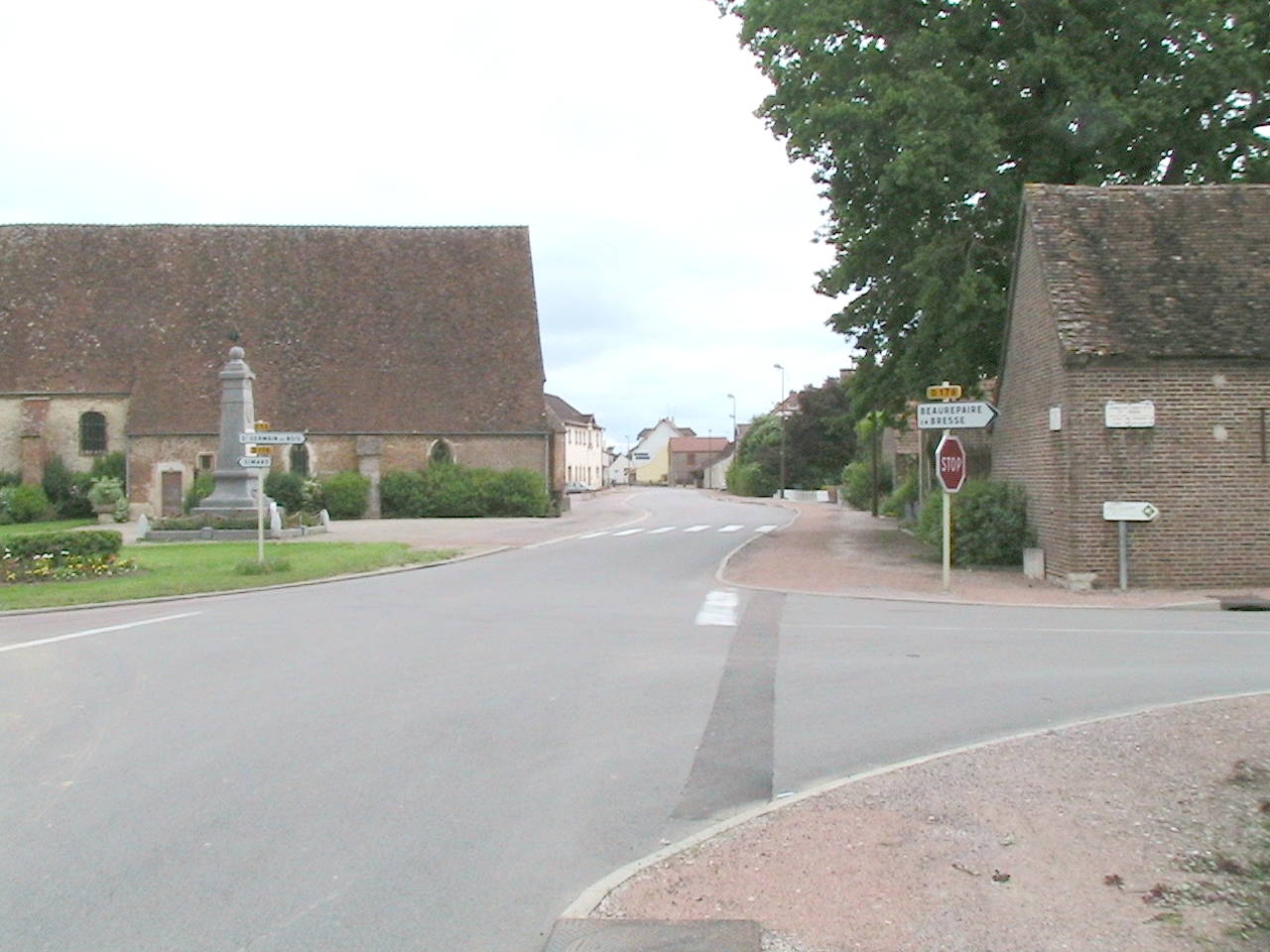
Kruispunt

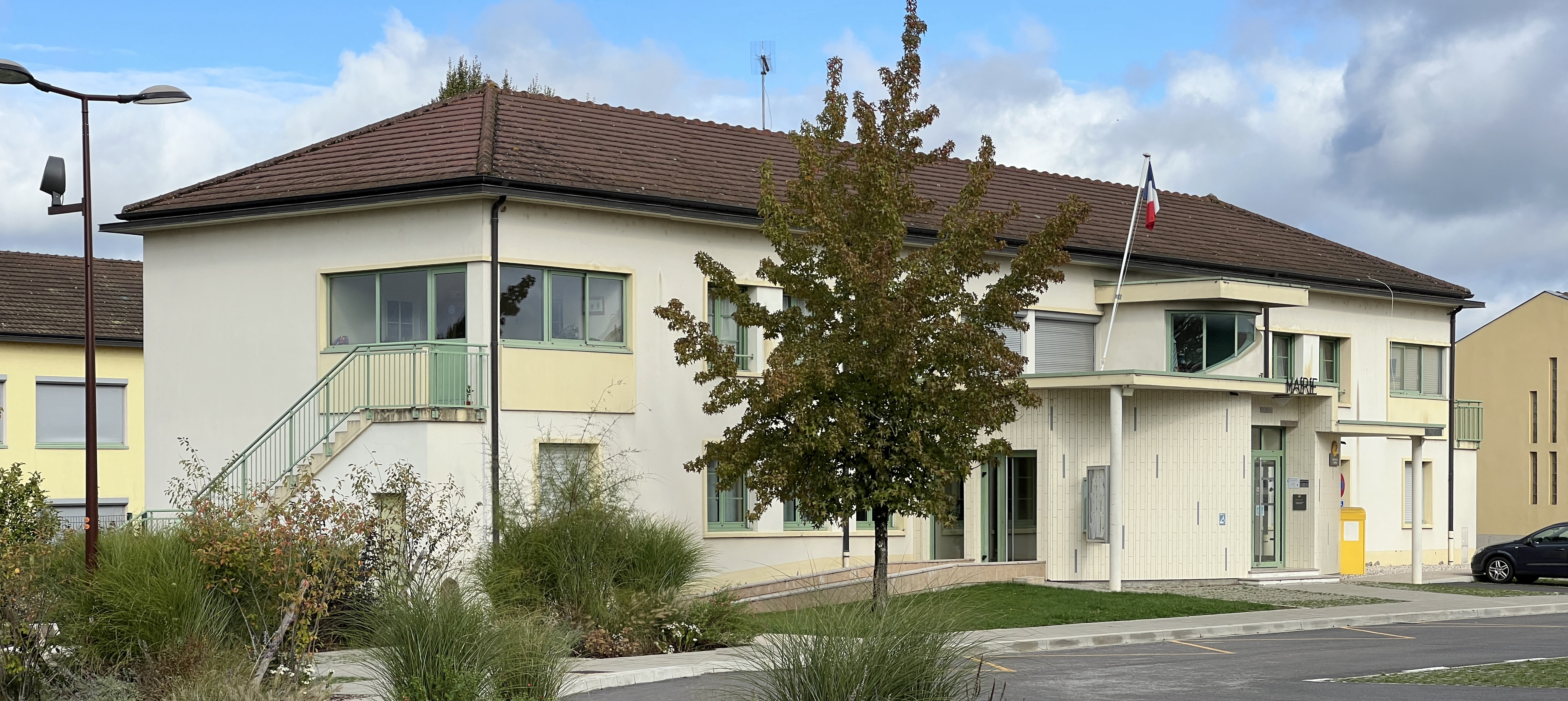
Kerk

## Geografie
De oppervlakte van Saint-Usuge bedroeg op 1 januari 2022 31,84 vierkante kilometer; de bevolkingsdichtheid was toen 38,3 inwoners per km².

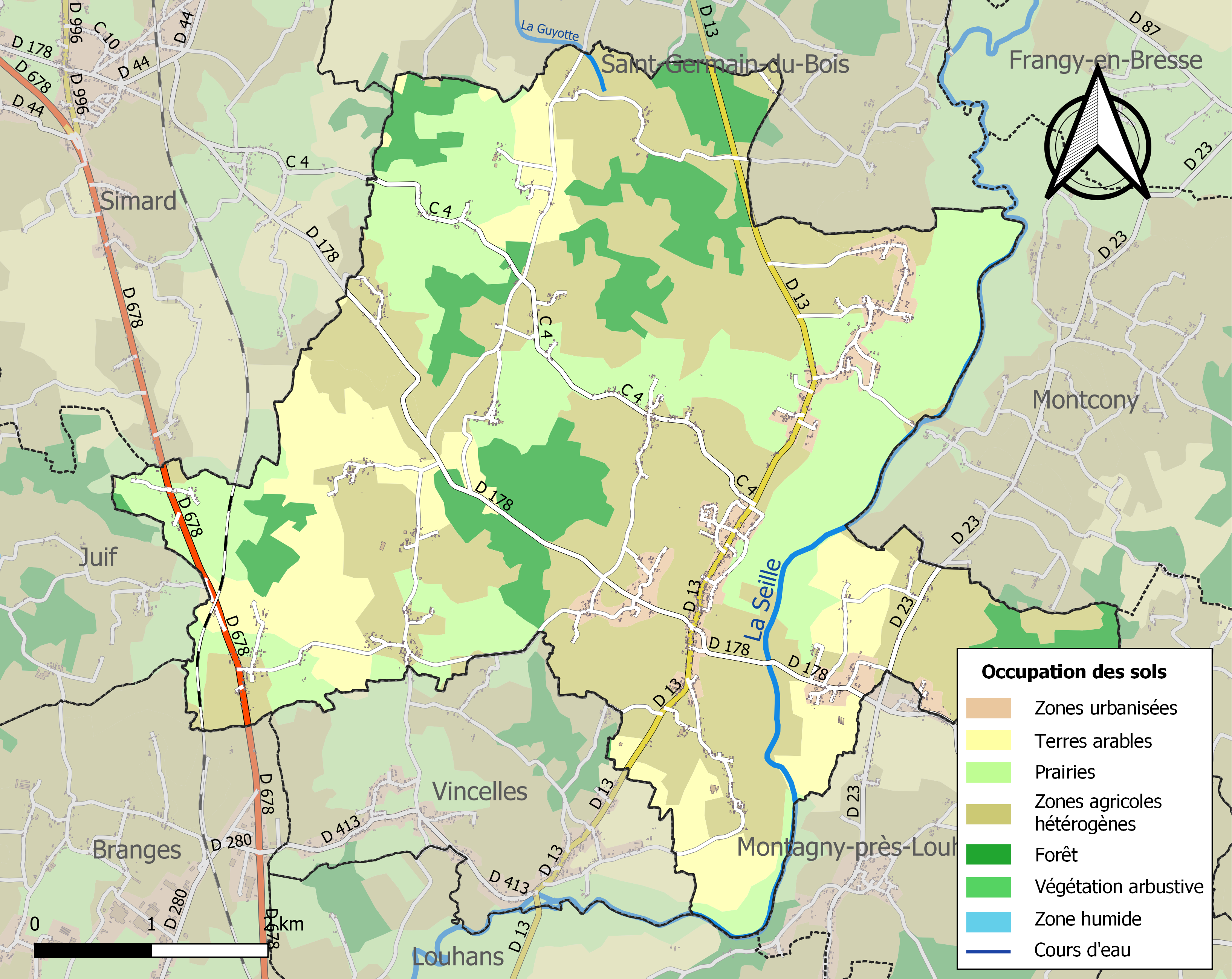
Kaart van de gemeente met de belangrijkste infrastructuur, bodemgebruik en omliggende gemeenten

## Demografie
Onderstaande figuur toont het verloop van het inwonertal (bron: INSEE-tellingen).